# 助産師

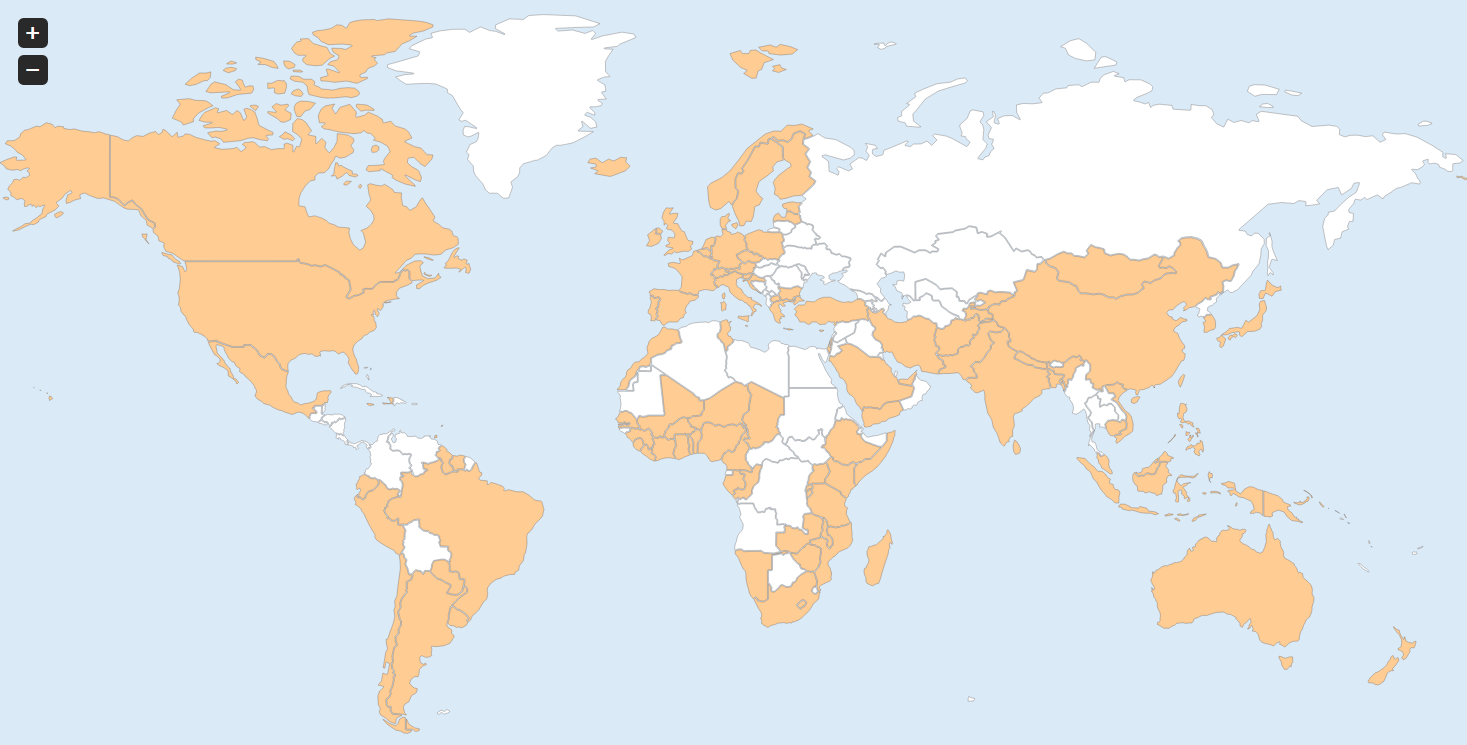
制度が存在する国（112カ国）。国際助産師連盟(2017)による。

助産師（じょさんし、英語: midwife）は、助産行為の専門職であり、妊娠、出産、産後ケア、女性の性保健（婦人科検査、家族計画、更年期ケア）、新生児ケアなどを分野とする。かつて腰抱き、産婆（さんば）、助産婦などと呼称された職業の発展形。日本においては、2002年の名称改正まで正式名は助産婦（じょさんふ、じょさんぷ）の名称であった。
アメリカ合衆国、イギリス、オーストラリアなどでは男性の助産師も存在している。日本では保健師助産師看護師法の第三条において「この法律において「助産師」とは、厚生労働大臣の免許を受けて、助産又は妊婦、じよく婦若しくは新生児の保健指導を行うことを業とする女子をいう」と定められているため、助産師は女性限定の資格であり、名称独占業務並びに業務独占資格である。

## 業務
助産師は女性の妊娠・出産・産褥の各時期において必要な監督・ケア・助言を行い、自分自身の責任において分娩介助をし、新生児及び乳児のケアを行うことができる。このケアには予防的措置、母子の異常な状態の発見、医学的援助を得ること、医学的援助が欠如している場合の緊急措置の実施が含まれる。
資格取得には、国家資格の看護師を取得し、特定の助産師教育課程を1年間以上履修すること。その後、助産師国家資格に合格した女性が助産師として資格を取得し厚生労働省に名簿登録される。
助産師は女性のためだけでなく、家族及び地域社会の中にあっても健康カウンセリングと教育に重要な役割を担っている。その活動には産前教育と親になるための準備が含まれ、さらに婦人科の一部の領域、家族計画及び育児にまで及ぶ。特にアメリカ合衆国では助産師に多くの権限が与えられており、エコー検査による胎児のチェックや子宮頸がん検診も助産師一人で行うことが出来る。
なお、英語の呼称「midwife」の語源は1250～1300年ころ中英語の「midwif」にあり、この「mid」とは「with ～とともに」や「付き添う」といった意味で、「wif」は（古英語や中英語では）「女性」を意味している。つまり「女性に付き添う者」といったような意味の表現である。
助産師と並んで、産婦を快適にすることを専門とする「doula」という職業もアメリカでは重宝されている。

## 歴史
古代エジプトの、エーベルス・パピルス（紀元前1900年～紀元前1500年ころのものと考えられているもの）には助産師に関する記述がある。このパピルスの中の5段落が、出産に関する知識にあてられていて、特に分娩を早める方法と新生児の出生予後に関して記述している。ウェストカー・パピルス（紀元前1700年ころのものと目されるもの）は、出産予定日の計算方法と、出産用の椅子の様々なタイプについて記述している。ルクソール神殿や他の神殿に王族のための分娩室があることも、この古代エジプトの文化で助産が重視されていたことを示している。
古代ギリシアや古代ローマには様々なタイプの助産婦がいて、ローマ帝国内の各村で民衆医療の伝統を引き継いでいる老婆や、様々なところから知識を得つつ豊富な経験を積んだ助産婦や、特に高度な訓練を受けていて女性外科医と見なされた人物などがいた。

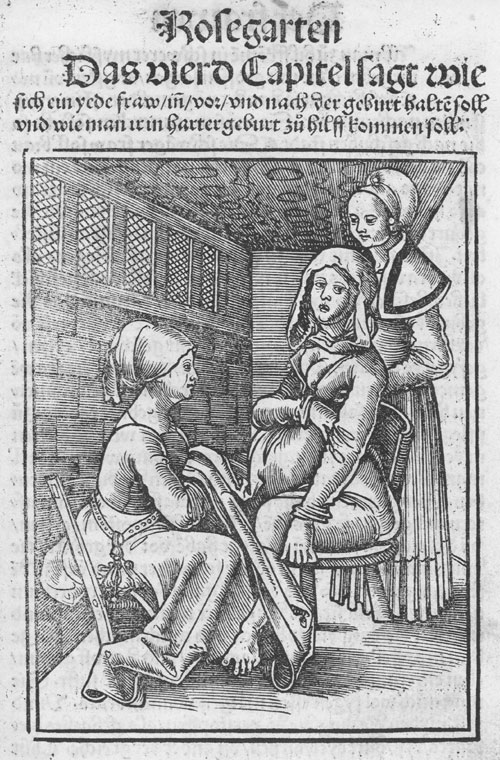
助産婦が助産をしている様子を描いた挿絵（Eucharius Rößlin、第二版、1515年、より。この書は助産婦向けの書物としては最初期のものと見なされており、40版を重ね、1730年ころまで用いられた。)
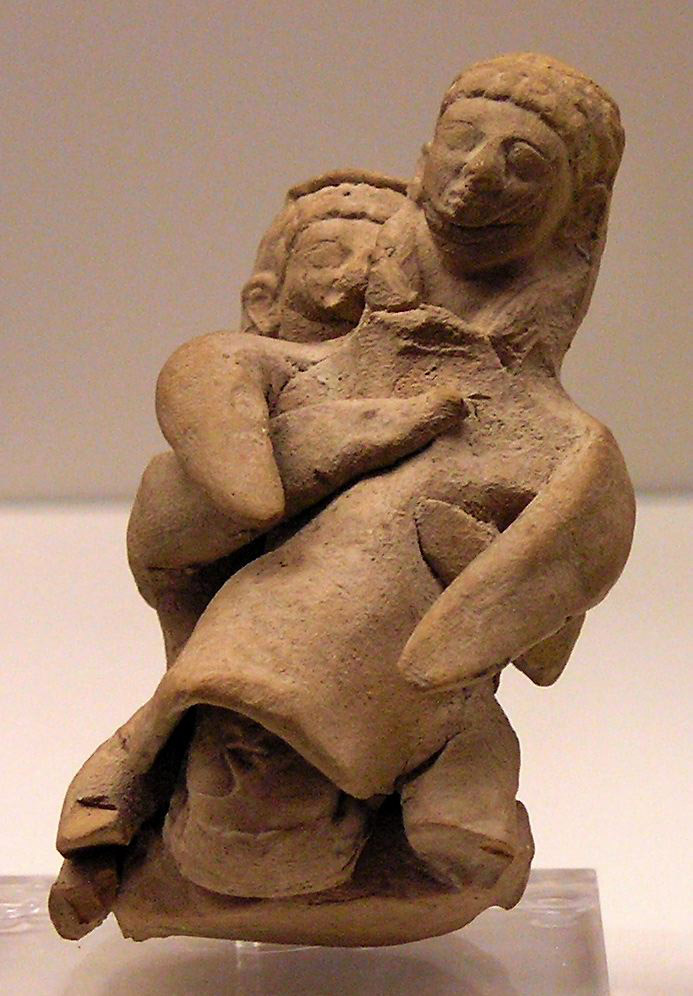
助産の様子を描いている像。（キプロス、紀元前5世紀）

## 各国の助産師

### 日本
日本においては保健師助産師看護師法を根拠とする国家資格である。同法30条により、助産行為を行うことができるのは医師および助産師のみである（業務独占）。なお日本においては、同法3条により、男性が助産師になることはできない。
助産師単独で可能な行為の範囲については、法的には以下に定義されている。
- 助産、妊婦、じょく婦若しくは新生児の保健指導を行うこと（3条）。
- 臍帯の切断、浣腸、その他助産師の業務に当然に付随する行為を行うこと（37条）。
- 医師が行うのでなければ衛生上危害を生ずるおそれのある行為は、医師の指示がない限り行ってはならない（37条）。
- 出生証明書、死産証書（死胎検案書）の作成。いわゆる出生届、死産届けである。

助産師が単独で行えるのは、正常な経過の妊娠分娩に関しての助産行為である。正常経過ではない、あるいは正常分娩ではない・困難な場合は、医師がかかわることになっている。従って、個人で助産所を設け助産師としての活動を行っている際に異常を確認した場合、提携の産婦人科医に連絡するなりの措置を行う。
助産師は病院、診療所、保健所、家庭、その他のサービスの場で業務を行うことができ、助産師は助産所（助産院）を自ら開業することが可能である。

#### 歴史
古くは「取上婆」「子安婆」などと呼ばれていた時代があったが、戦前は「産婆」と呼ばれていた。「産婆」という語は、中国の清代での呼称を取り入れたもので、この「婆」の字は老女の意味ではなく、元々は既婚女性を指し、転じて経験を有しそれを活かした仕事をする女性も指すようになった (例：媒婆=縁談を取り持つ女性、巫婆・師婆=女祈祷師)。
江戸時代は大名行列を横切ることは無礼であり無礼討ちとなることもあったが、産婆は行列を乱さない限り前を横切ることが許されていた。
昭和23年には法的な名称が「助産婦」（じょさんふ、じょさんぷ）となり、2002年3月1日に「保健婦助産婦看護婦法」から「保健師助産師看護師法」に変更された際に、保健師や看護師と共に名称が「助産師」に改められた。
- 1899年（明治32年） - 産婆規則[14]と産婆名簿登録規則[14]が発布
- 1947年（昭和22年） - 産婆規則の改正に伴い「助産婦」に改称[15]
- 2002年（平成14年） - 「助産師」に改称

#### 法的資格
保健師助産師看護師法（保助看法）3条に規定され、「助産師とは厚生労働大臣の免許を受けて、助産又は妊婦、じょく婦若しくは新生児の保健指導を行うことを業とする女子」と明記されている。また、従来は業務独占のみの資格であったが、平成18年に保助看法に42条の3が追加され、助産師・看護師・准看護師にも名称独占規定が設けられた。
助産師には医師と同様に開業権（名称：助産院）が認められている。
なお、守秘義務については保助看法42条の2に規定されている保健師や看護師、准看護師と異なり、医師や薬剤師、弁護士などと共に刑法134条に規定されている。

#### 教育
保助看法20条に規定されている。
看護師免許取得者が、助産師学校などの養成機関で1年以上の専門教育と実習（直接介助10件、間接介助5件が目安）を受け、それぞれの国家試験に合格すると、助産師の資格が与えられる。ただし助産師指定養成校として認可を受けた看護大学では、助産師に関する講義や実習を加えて行うことで4年間の大学教育を経て看護師と同時に受験資格をえられるところがある。
現在は、4年制大学に選択制の「助産」のコースを設置する大学が増加し、短期大学の助産専攻科や助産師学校は減少傾向にあるが、その大学においても少子化によるお産の減少や看護師養成教育の充実などを背景に、時間的な制約が大きく十分な助産技術が習得できないなどの理由から、近年は看護大学卒業後に助産師教育を担う大学院や専攻科などが設置され始めている。

#### 統計
日本国内において2012年（平成24年）末現在で就業している助産師の総数は31,835人であり、その就業先は病院が約65%、診療所が約21%、助産所が約6%、養成・研究機関が約5%となっており、全体としてこの10年に限れば、助産師数は増えてきており、施設内分娩の普及や住宅事情により、助産所よりも病院等の医療施設に勤務する助産師が増えている。

#### 男性に対する資格制限
日本では、看護師や保健師と異なり、資格は女性のみである。
現在の日本において、性別によって国家資格の取得が制限されることはまれであるが、日本では現実的に男性の助産師を積極的に求める妊産婦がいないため、男性が助産師の資格を得られないのはやむを得ないとする意見が一般的である。
2001年に保助看法が改正され、2002年3月より助産婦という名称から、看護師、保健師と同様、性別による名称の違いを伴わない助産師へと名称が変更された過程の中で、男性への助産師資格の開放に関して具体的な動きが存在した。しかし、分娩等に関わる助産業務の特殊性を背景に、男性が関わることへの「生理的な嫌悪感」や「妊産婦が助産師の性別を選択できる権利が保証されていない」などの意見が主張され、名称は変更されたものの男性助産師を認めることについては時期尚早として見送られることとなった。

### ヨーロッパ
EC（ヨーロッパ共同体）では1981年度から助産師の業務規準・教育規準の均質化の取り組みが行われている。

#### ドイツ
ドイツには助産師養成学校が50校以上あり業務従事者は約17,000人である。助産師国家試験（筆記 ・口頭 ・実技）に合格することが必要であり、受験要件として一定の介助等の経験が必要である。

#### オランダ
オランダには助産師養成学校が4校あり2001年の業務従事者は約1,422人である。助産師養成学校（4年制）で1年次及び2年次の終了時に筆記試験、3年次の終了時に口頭試験があり、一定の卒業要件を満たせば独立開業権が付与される。

#### スウェーデン
スウェーデンには助産師養成学校が4校あり2001年の業務従事者は約1,100人である。スウェーデンの助産師教育は1662年から実施されてきた。スウェーデンでは看護基礎教育終了後に1年半のDiplomaと呼ばれるプログラムを履修して免許を取得する制度となっている。

## 無形文化遺産
2023年、コロンビア、キプロス、ドイツ、キルギス、ルクセンブルク、ナイジェリア、スロベニアとトーゴの助産の知識、技術と実践はユネスコの無形文化遺産に登録された。

## 助産師が主人公の文芸作品
- 映画『ルージュの手紙』フランス、2017
- 本・映画『千年の愉楽』中上健次原作, 1982, 2013
- 本・ドラマ『つるかめ助産院』小川糸原作、2010, 2012
- 本・ドラマ『むかえびと』藤岡陽子